# Antonio Karmany
Karmany  Mestre est un nom espagnol. Le premier nom de famille, en général paternel, est Karmany ; le second, en général maternel, souvent omis, est Mestre.
Antonio Karmany Mestre (né le 21 janvier 1934 à Sant Joan, Îles Baléares) est un coureur cycliste espagnol. Professionnel de 1957 à 1966, il a été meilleur grimpeur du Tour d'Espagne à trois reprises et a remporté le Tour de Catalogne en 1962.

## Biographie
Cultivateur de profession, il a été tout d'abord un coureur à pied : il a participé au cross international disputé en Écosse en 1952.

## Palmarès

### Palmarès année par année
- 1956
  -  Champion des îles Baléares
  - 2e du GP Pascuas
- 1957
  -  Champion d'Espagne des clubs commerciaux
  - 6e étape du Tour du Levant
- 1958
  - Klasika Primavera
  - 1re étape du Gran Premio San Juan
  - 2e du Grand Prix de la Bicicleta Eibarresa
  - 2e du Circuit de Getxo
  - 3e du GP Llodio
- 1959
  - 2e étape du Tour d'Espagne
  - 4ea et 6e étapes du Tour de Catalogne
  - 2e du Trofeo Masferrer
  - 2e du Campeonato Vasco-Navarro de Montaňa
  - 5e du Tour de Catalogne
- 1960
  - Tour d'Espagne :
    -  Classement de la montagne
    - 17eb étape (contre-la-montre)

  - 7ea étape du Tour de Catalogne
  - Subida al Naranco
  - 3e de la Klasika Primavera
  - 4e du Tour d'Espagne
- 1961
  - 1rea étape du Tour du Levant (contre-la-montre par équipes)
  - Classement général du Grand Prix de la Bicicleta Eibarresa
  - Tour d'Espagne :
    -  Classement de la montagne
    - 1rea (contre-la-montre par équipes) et 15e étapes

  - Subida a Urkiola
  - 3eb étape du Tour de Catalogne (contre-la-montre par équipes)
  - 8e du Tour d'Espagne
  - 10e du Critérium du Dauphiné libéré
- 1962
  - 1re étape du Grand Prix de la Bicicleta Eibarresa
  -  Classement de la montagne du Tour d'Espagne
  - Tour de Catalogne :
    - Classement général
    - 4e étape

  - 2e du GP Ayutamiento de Bilbao
  - 2e du Grand Prix de la Bicicleta Eibarresa
  - 3e de la Subida a Urkiola
- 1963
  - 3e étape du Grand Prix de la Bicicleta Eibarresa
  - Subida al Naranco
  - 4e étape du Tour de Catalogne
  - 3ea du Tour du Pays basque
  - 2e du Grand Prix de la Bicicleta Eibarresa
- 1965
  - 2e étape du Tour d'Andalousie
  - 2e étape du Tour de Majorque
  - 3e de l'Escalade de Montjuïc

### Résultats sur les grands tours

#### Tour de France
2 participations
- 1960 : abandon (17e étape)
- 1963 : 54e

#### Tour d'Espagne
9 participations
- 1957 : abandon (12e étape)
- 1958 : abandon (6e étape)
- 1959 : 22e, vainqueur de la 2e étape,  maillot jaune pendant 5 jours
- 1960 : 4e, vainqueur du classement de la montagne, vainqueur de la 17eb étape (contre-la-montre)
- 1961 : 8e, vainqueur du classement de la montagne, vainqueur des 1rea (contre-la-montre par équipes) et 15e étapes
- 1962 : 21e, vainqueur du classement de la montagne
- 1963 : 14e
- 1964 : 15e
- 1965 : abandon (17e étape)